# La vieja música
La vieja música és una pel·lícula espanyola dirigida per Mario Camus en 1985.

## Argument
Martín Lobo és un uruguaià exiliat als Estats Units per raons polítiques que arriba a Lugo amb la seva filla per a fer-se càrrec de la direcció tècnica d'un equip de bàsquet, el Breogán, malgrat la seva poca experiència. Aprofitarà aquest fet com un pretext per a buscar a un vell amor.

## Repartiment
| Actor            | Personatge       |
| ---------------- | ---------------- |
| Federico Luppi   | Martín Lobo      |
| Charo López      | Paloma           |
| Antonio Resines  | Ramón            |
| Assumpta Serna   | Luz              |
| Jim Wright       | Art Davies       |
| Francisco Rabal  | Domingo Ferreiro |
| Agustín González | Bravo Ortiz      |
| Haydée Padilla   |                  |